# 지구 관측 위성

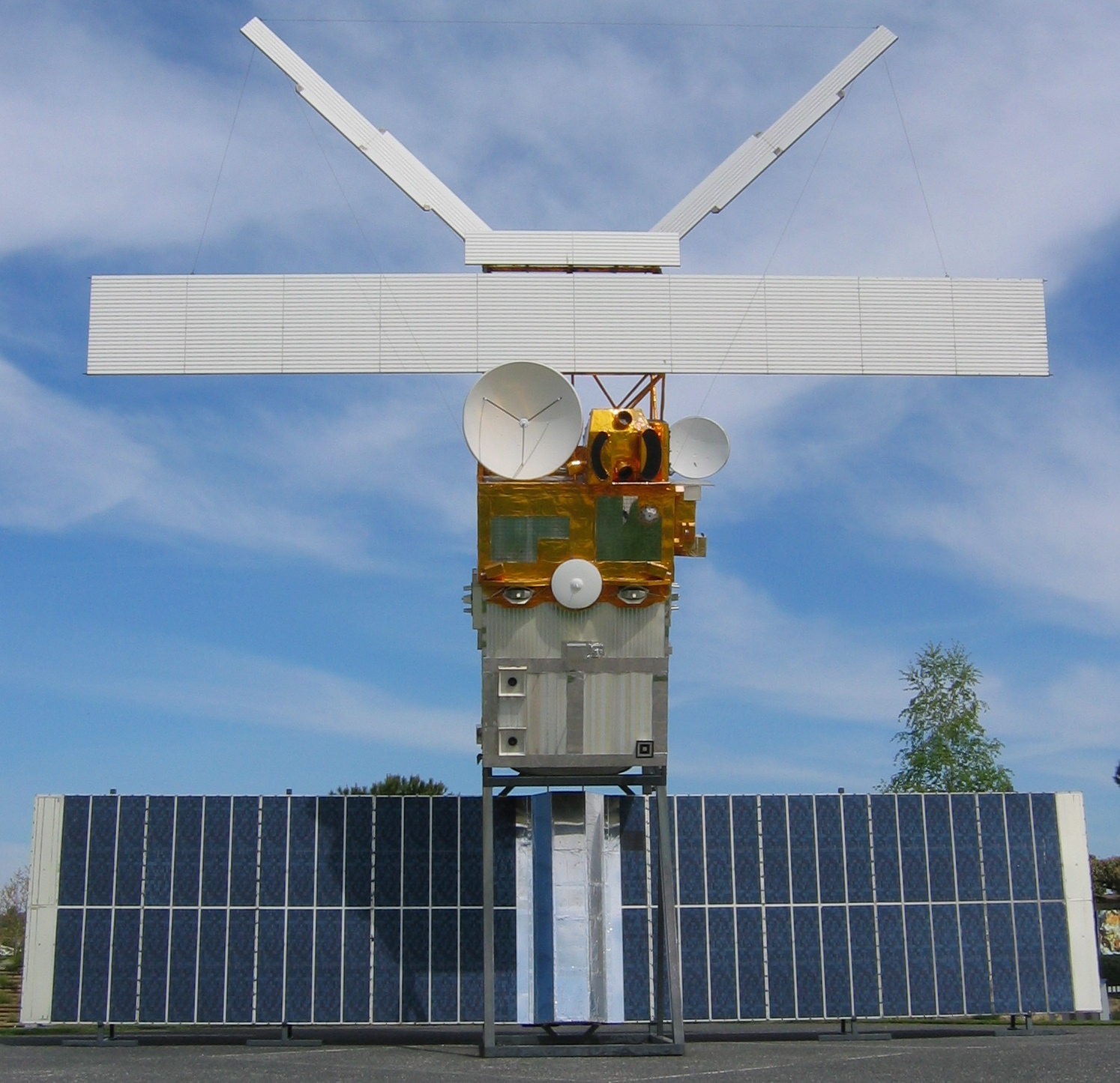
지구 관측 위성 ERS 2

지구 관측 위성(地球觀測衛星, Earth observation satellites)은 지구 궤도를 돌면서 지구를 관측하는 인공위성을 말한다. 군사용 정찰 위성과 비슷하나, 자원 탐사, 환경 감시, 지도 작성 등 비군사용 목적으로 사용되는 인공위성이다.

## 같이 보기
- Resurs DK - 러시아의 상업용 지구관측위성. 해상도 0.9 m
- 아리랑 2호 - 대한민국의 상업용 지구관측위성. 해상도 1 m
- 아리랑 5호 - 대한민국의 지구관측위성. 해상도 1m (SAR 탑재체)